# Qaraçuxur
Qaraçuxur je průmyslové město ležící ve správní oblasti Baku, jedná se v podstatě o předměstí Baku.
Leží v nadmořské výšce 64 m n. m. a žije zde asi 74 tisíc obyvatel.